# نادي سيلفر سترايكرز
نادي سيلفر سترايكرز هو نادي كرة قدم من مدينة ليلونغوي، مالاوي.تأسس في 1977  ويلعب حالياً في دوري مالاوي الدرجة الأولى.